# Геленув (Равський повіт)
Геленув (пол. Helenów) — село в Польщі, у гміні Рава-Мазовецька Равського повіту Лодзинського воєводства.
Населення — 39 осіб (2011).
У 1975-1998 роках село належало до Скерневицького воєводства.

## Демографія
Демографічна структура станом на 31 березня 2011 року:
|          | Загалом | Допрацездатний вік | Працездатний вік | Постпрацездатний вік |
| -------- | ------- | ------------------ | ---------------- | -------------------- |
| Чоловіки | 19      | 4                  | 12               | 3                    |
| Жінки    | 20      | 6                  | 8                | 6                    |
| Разом    | 39      | 10                 | 20               | 9                    |